# Here Be Dragons

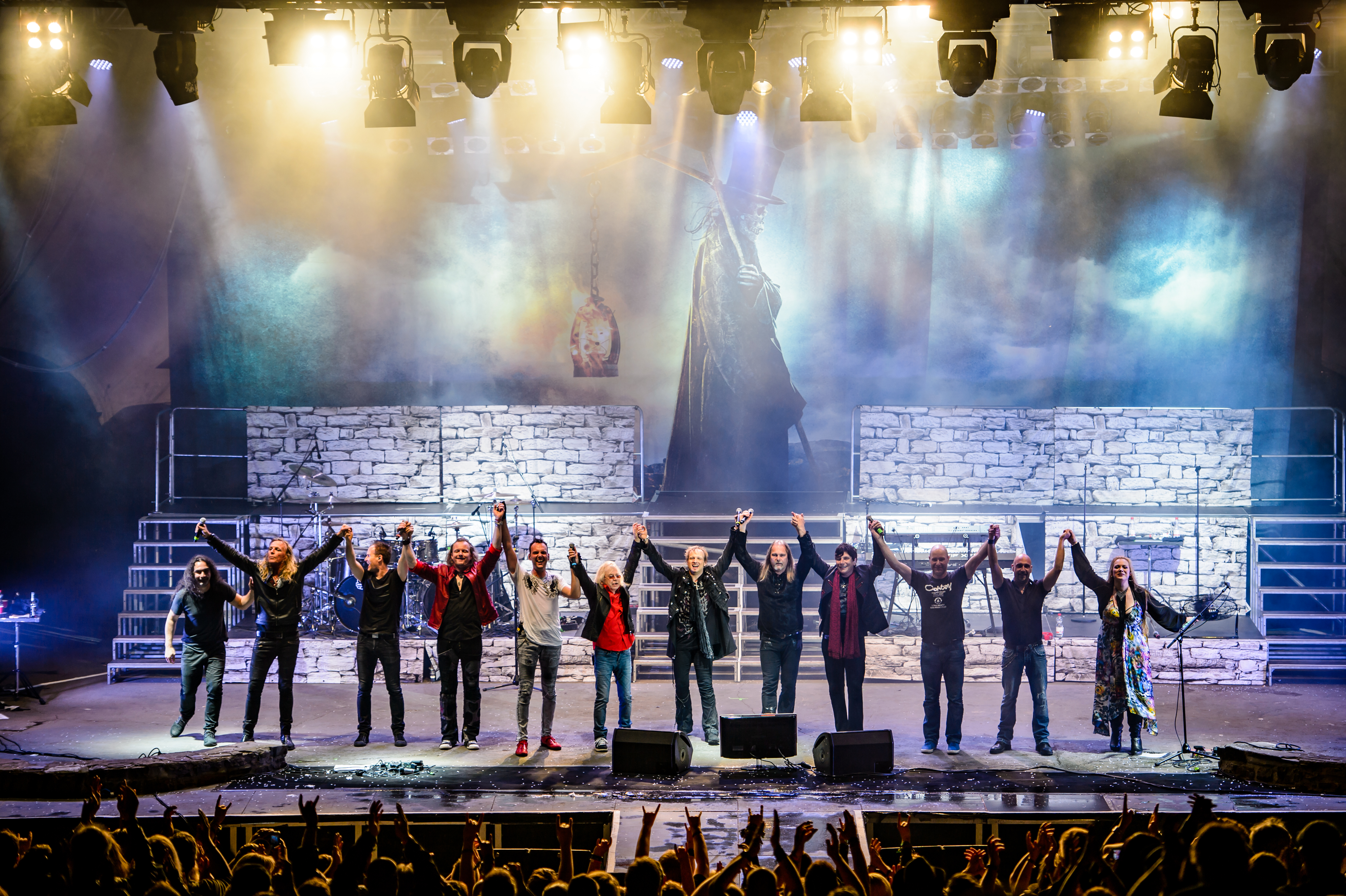
Avantasia (2016)

Here Be Dragons ist das zehnte Studioalbum des deutschen Metal-Oper-Projekts Avantasia des Musikers Tobias Sammet. Es erschien am 28. Februar 2025 bei Napalm Records.

## Hintergrund
Das Cover des Albums wurde von dem englischen Künstler Rodney Matthews gestaltet.
Avantasias bisher aufwendigstes und extravagantestes Video entstand für die Single „Creepshow“ auf „Allerton Castle“ in North Yorkshire.
Inspirationen für die Songs fand Sammet eigentlich überall, beispielsweise beim Einatmen der magischen Atmosphäre in Cornwall in England, im Hafen von Helsinki auf der Tour im letzten Sommer oder bei einem Herbstspaziergang im Wald vor der Haustür.

## Mitwirkende Musiker
Gastsänger 
- Ronnie Atkins (Pretty Maids)
- Bob Catley (Magnum)
- Adrienne Cowan (Seven Spires)
- Tommy Karevik (Kamelot)
- Roy Khan (Conception)
- Michael Kiske (Helloween)
- Kenny Leckremo (ex-H.E.A.T)
- Geoff Tate (ex-Queensrÿche)

Weitere Musiker
- Sascha Paeth – E-Gitarre
- Arne Wiegand – Gitarre
- Michael Rodenberg – Tasteninstrumente
- Felix Bohnke – Schlagzeug

## Titelliste
1. Creepshow – 3:10
2. Here Be Dragons – 8:54
3. The Moorlands At Twilight – 5:10
4. The Witch – 4:16
5. Phantasmagoria – 3:42
6. Bring On The Night – 4:09
7. Unleash The Kraken – 5:20
8. Avalon – 5:36
9. Against The Wind – 4:42
10. Everybody's Here Until the End – 5:22

## Kritik
Die Veröffentlichung erhielt überwiegend positive Kritiken. Sebastian Kessler von Metal Hammer schreibt in seiner Kritik „Ohne große Ausreißer in Sachen Stilistik und Song-Länge wirkt HERE BE DRAGONS energetisch, kompakter und direkter als die märchenhaften drei vorherigen Alben und setzt die Reise durch Sammets schillernd klingende Fantasiewelt wohlig-vertraut und gewohnt bezaubernd fort“.

## Chartplatzierungen
| ChartsChartplatzierungen | Höchstplatzierung | Wochen |
| ------------------------ | ----------------- | ------ |
| Deutschland (GfK)        | 1 (4 Wo.)         | 4      |
| Österreich (Ö3)          | 1 (3 Wo.)         | 3      |
| Schweiz (IFPI)           | 3 (3 Wo.)         | 3      |